# Kesher Ir
Kesher Ir (hebreu: קשר עיר‎, lit "sensació urbana") és una pel·lícula de comèdia dramàtica israeliana estrenada el 1998.

## Argument
Explica la història d'Eva i Robbie, una jove parella de Tel-Aviv en un matrimoni problemàtic amb un fill de vuit anys, que es veu sacsejada pel retorn d'Emmanuel, l'encantador i entremaliat ex-nuvi d'Eva.

## Repartiment
- Dafna Rechter com a Eva
- Jonathan Sagall com a Emanuel
- Shimon Ben-Ari com a Marco
- Tchia Danon com a Gabriela
- Ziv Baruch com a Jonàs
- Zachi Dichner com a oficial de policia

## Premi
Va guanyar el millor llargmetratge al Festival Internacional de Cinema d'Haifa de 1998, i va ser nominat a dotze premis de l'Acadèmia Israeliana, guanyant-ne dos. També va participar al 49è Festival Internacional de Cinema de Berlín. També va participar en la secció oficial de la XX edició de la Mostra de València, on va guanyar la Palmera d'or i el premi al millor guió.